# Diaphorus
Diaphorus är ett släkte av tvåvingar. Diaphorus ingår i familjen styltflugor.

## Dottertaxa tillDiaphorus, i alfabetisk ordning[1][2]
- Diaphorus abruptus
- Diaphorus adumbratus
- Diaphorus adustus
- Diaphorus africus
- Diaphorus alacer
- Diaphorus alamaculatus
- Diaphorus albiciliatus
- Diaphorus aldrichi
- Diaphorus alienus
- Diaphorus alligatus
- Diaphorus amazonicus
- Diaphorus amicus
- Diaphorus amoenus
- Diaphorus amplus
- Diaphorus anatholli
- Diaphorus anatoli
- Diaphorus angusticinctus
- Diaphorus angustifrons
- Diaphorus annulatus
- Diaphorus anomalus
- Diaphorus antennatus
- Diaphorus apicalis
- Diaphorus apiciniger
- Diaphorus aptatus
- Diaphorus argenteotomentosus
- Diaphorus argentifacies
- Diaphorus argentipalpis
- Diaphorus australis
- Diaphorus bakeri
- Diaphorus basalis
- Diaphorus basicinctus
- Diaphorus basiniger
- Diaphorus beckeri
- Diaphorus becvari
- Diaphorus bezzii
- Diaphorus biroi
- Diaphorus bisetus
- Diaphorus blandus
- Diaphorus brevimanus
- Diaphorus brevinervis
- Diaphorus brunneus
- Diaphorus californicus
- Diaphorus canus
- Diaphorus centriflavus
- Diaphorus chalybeus
- Diaphorus chamaeleon
- Diaphorus chrysotus
- Diaphorus ciliatus
- Diaphorus cilipes
- Diaphorus cilitibia
- Diaphorus cinctellus
- Diaphorus coaptatus
- Diaphorus coerulescens
- Diaphorus communis
- Diaphorus condignus
- Diaphorus consanguineus
- Diaphorus consimilis
- Diaphorus contiguus
- Diaphorus costaricensis
- Diaphorus crinipes
- Diaphorus curvispina
- Diaphorus cyanocephalus
- Diaphorus dasycnemus
- Diaphorus delegatus
- Diaphorus deliquescens
- Diaphorus despectus
- Diaphorus detectus
- Diaphorus dimidiatus
- Diaphorus discrepans
- Diaphorus disjunctus
- Diaphorus distinctus
- Diaphorus distinguendus
- Diaphorus divergens
- Diaphorus dolichocerus
- Diaphorus dubius
- Diaphorus dyeri
- Diaphorus ealensis
- Diaphorus edwardsi
- Diaphorus elongatus
- Diaphorus exarmatus
- Diaphorus exunguiculatus
- Diaphorus exungulatus
- Diaphorus felinus
- Diaphorus femoratus
- Diaphorus flavipes
- Diaphorus flavipilus
- Diaphorus flavomaculatus
- Diaphorus fratellus
- Diaphorus fulvifrons
- Diaphorus funeralis
- Diaphorus fuscus
- Diaphorus genuinus
- Diaphorus gibbosus
- Diaphorus gracilis
- Diaphorus grecus
- Diaphorus gredleri
- Diaphorus guangdongensis
- Diaphorus habilis
- Diaphorus hainanensis
- Diaphorus halteralis
- Diaphorus hamatus
- Diaphorus hebeiensis
- Diaphorus henanensis
- Diaphorus hilaris
- Diaphorus hirsutipes
- Diaphorus hirsutus
- Diaphorus hoffmannseggi
- Diaphorus impiger
- Diaphorus impigera
- Diaphorus infumatus
- Diaphorus infuscatus
- Diaphorus inglorius
- Diaphorus inornatus
- Diaphorus insufficiens
- Diaphorus insulanus
- Diaphorus intactus
- Diaphorus intermedius
- Diaphorus intermixtus
- Diaphorus inversus
- Diaphorus iowensis
- Diaphorus jacobai
- Diaphorus javanus
- Diaphorus jeanae
- Diaphorus jinghongensis
- Diaphorus jingpingensis
- Diaphorus junctus
- Diaphorus laetus
- Diaphorus laffooni
- Diaphorus lamellatus
- Diaphorus lateniger
- Diaphorus latifacies
- Diaphorus lautus
- Diaphorus lavinia
- Diaphorus lawrencei
- Diaphorus leucostoma
- Diaphorus lichtwardti
- Diaphorus lividus
- Diaphorus livingstonei
- Diaphorus longicornis
- Diaphorus longilamellus
- Diaphorus longinervis
- Diaphorus longiseta
- Diaphorus ludibundis
- Diaphorus lugubris
- Diaphorus luteipalpus
- Diaphorus luteipes
- Diaphorus luteoviridis
- Diaphorus maculatus
- Diaphorus maculipennis
- Diaphorus magnipalpis
- Diaphorus mandarinus
- Diaphorus marginalis
- Diaphorus maurus
- Diaphorus mediotinctus
- Diaphorus meijeri
- Diaphorus menglunanus
- Diaphorus mengyanganus
- Diaphorus merlimontensis
- Diaphorus millardi
- Diaphorus minor
- Diaphorus modestus
- Diaphorus monyx
- Diaphorus morio
- Diaphorus mundus
- Diaphorus munroi
- Diaphorus nanpingensis
- Diaphorus neotropicus
- Diaphorus niger
- Diaphorus nigerrimus
- Diaphorus nigrescens
- Diaphorus nigribarbatus
- Diaphorus nigricans
- Diaphorus nigrihalteralis
- Diaphorus nigripennis
- Diaphorus nitidulus
- Diaphorus nudus
- Diaphorus oblongus
- Diaphorus obscurus
- Diaphorus occidentalis
- Diaphorus occultus
- Diaphorus ochripes
- Diaphorus oculatus
- Diaphorus oldenbergi
- Diaphorus parapraestans
- Diaphorus parenti
- Diaphorus parmatus
- Diaphorus parvulus
- Diaphorus pauperculus
- Diaphorus perplexus
- Diaphorus pilitibius
- Diaphorus pilosus
- Diaphorus plumicornis
- Diaphorus pollinosus
- Diaphorus praestans
- Diaphorus praestus
- Diaphorus praeustus
- Diaphorus propinquus
- Diaphorus protervus
- Diaphorus proveniens
- Diaphorus pruinosus
- Diaphorus pseudopacus
- Diaphorus pulvillatus
- Diaphorus pusio
- Diaphorus putatus
- Diaphorus qingchengshanus
- Diaphorus quadratus
- Diaphorus quadridentatus
- Diaphorus remulus
- Diaphorus repandus
- Diaphorus repletus
- Diaphorus resumens
- Diaphorus rita
- Diaphorus robustus
- Diaphorus rostratus
- Diaphorus rutshuruensis
- Diaphorus salticus
- Diaphorus sanguensis
- Diaphorus satellus
- Diaphorus schoutedeni
- Diaphorus secundus
- Diaphorus sequens
- Diaphorus serenus
- Diaphorus setifer
- Diaphorus setosus
- Diaphorus seyrigi
- Diaphorus siamensis
- Diaphorus similis
- Diaphorus simplex
- Diaphorus simulans
- Diaphorus slossonae
- Diaphorus snowii
- Diaphorus sodalis
- Diaphorus sparsus
- Diaphorus spectabilis
- Diaphorus spinitalus
- Diaphorus stylifer
- Diaphorus suavis
- Diaphorus subjacobsi
- Diaphorus sublautus
- Diaphorus submixtus
- Diaphorus subsejunctus
- Diaphorus superbiens
- Diaphorus tadzhikorum
- Diaphorus tangens
- Diaphorus tetrachaetus
- Diaphorus texanus
- Diaphorus translucens
- Diaphorus triangulatus
- Diaphorus tridentatus
- Diaphorus trivittatus
- Diaphorus ultimus
- Diaphorus unguiculatus
- Diaphorus unicolor
- Diaphorus upembaensis
- Diaphorus usitatus
- Diaphorus ussuriensis
- Diaphorus vagans
- Diaphorus walkeri
- Diaphorus vanduzeei
- Diaphorus variabilis
- Diaphorus varifrons
- Diaphorus varipes
- Diaphorus varitibia
- Diaphorus ventralis
- Diaphorus versicolor
- Diaphorus vicinus
- Diaphorus viduus
- Diaphorus willistoni
- Diaphorus winthemi
- Diaphorus virescens
- Diaphorus wirthi
- Diaphorus vitripennis
- Diaphorus wonosobensis
- Diaphorus vulsus
- Diaphorus xizangensis
- Diaphorus zlobini